# Egon L. Frauenberger
Egon Louis Frauenberger (* 14. November 1931 in München; † 17. November 2009 ebenda) war ein deutscher Autor und Musikproduzent.
Frauenberger studierte zunächst Schauspiel, Dramaturgie und Regie. Anschließend war er als Fachverkäufer für Tonträger und Vertriebsleiter tätig. Er gründete die Edition Effel-music und war unter anderem Inhaber der Dennerlein Musikverlage und des Neuen Münchner Musikverlags. Für die Philips-Ton GmbH arbeitete er als Promoter und Produzent.
Mit dem Namen Frauenbergers verbinden sich mehrere Tausend Musikproduktionen (unter anderem für Petula Clark, Udo Jürgens und Siw Malmkvist), außerdem produzierte er ca. 250 Kinderlieder. Aus seiner Feder stammen zahlreiche Hörspiele nach Büchern von Otfried Preußler, beispielsweise die Geschichten vom Räuber Hotzenplotz, der Kleinen Hexe, dem Kleinen Gespenst sowie dem Urmel aus dem Eis von Max Kruse. Er erhielt die weltweit erste Goldene Schallplatte für ein Hörspiel (Räuber Hotzenplotz). Insgesamt erreichten 50 seiner Produktionen Gold-Status, vier wurden mit Platin ausgezeichnet.
Als Textautor und Komponist schrieb er zahlreiche Lieder für Franzl Lang, Lolita und andere Sänger. Auch als bayerischer Mundartdichter machte er sich einen Namen. Im Juli 2009 verlor er einen Rechtsstreit um die Urheberrechte am Kufsteinlied, die er wegen der angeblich von ihm stammenden Jodel-Einlage geltend gemacht hatte. Seit 2000 gehörte Frauenberger dem Aufsichtsrat der GEMA an, seit 2009 als stellvertretender Vorsitzender.
Frauenberger heiratete 1956 seine Frau Cherie, mit der er zwei Töchter hatte.